# Discografia Anastaciei
Această secțiune reprezinză discografia cântăreței americane Anastacia. Aceasta a debutat în anul 2000 cu piesa I'm Outta Love, una dintre cele mai de succes single-uri ale sale. De atunci a lansat cinci albume, patru de studio și unul de compilații, 18 single-uri și trei DVD-uri. Cele cinci albume și single-urile au transformat-o pe interpretă în una dintre cele mai cunoscute cântărețe din lume. Anastacia a vândut peste 25 milioane de albume la nivel mondial, în opt ani de activitate.

## Albume

### Albume de Studio
În listă figurează pozițiile ocupate de albume în SUA, Regatul Unit, Elveția, Finlanda, Germania, Austria, Suedia Australia, și Norvegia.
| Anul | Titlul                                                                   | Poziții Obținute | Poziții Obținute | Poziții Obținute | Poziții Obținute | Poziții Obținute | Poziții Obținute | Poziții Obținute | Poziții Obținute | Poziții Obținute | Poziții Obținute | Poziții Obținute | Vânzări la nivel mondial |
| Anul | Titlul                                                                   | SUA.             | Regatul Unit     | Australia        | Olanda           | Elveția          | Finlanda         | Germania         | Italia           | Austria          | Suedia           | Norvegia         | Vânzări la nivel mondial |
| ---- | ------------------------------------------------------------------------ | ---------------- | ---------------- | ---------------- | ---------------- | ---------------- | ---------------- | ---------------- | ---------------- | ---------------- | ---------------- | ---------------- | ------------------------ |
| 2000 | Not That Kind - Primul Album de Studio - Lansat: 27 martie 1999          | 168              | 2                | 2                | 1                | 1                | 9                | 2                | 5                | 3                | 9                | 1                | 6 milioane               |
| 2001 | Freak Of Nature - Al doilea Album de Studio - Lansat: 11 decembrie 2001  | 27               | 4                | 10               | 1                | 1                | 8                | 1                | 3                | 2                | 1                | 1                | 7 milioane               |
| 2004 | Anastacia - Al treilea Album de Studio - Lansat: 29 martie 2004          | NR               | 1                | 1                | 1                | 1                | 3                | 1                | 2                | 1                | 1                | 1                | 20 milioane              |
| 2008 | Heavy Rotation - Al patrulea Album de Studio - Lansat: 24 octombrie 2008 | NR               | 17               | 47               |                  |                  |                  | 13               | 6                | 14               |                  |                  | 3 milioane               |

### Albume de Compilații
| Anul | Titlul                                                                     | Poziții Obținute | Poziții Obținute | Poziții Obținute | Poziții Obținute | Poziții Obținute | Poziții Obținute | Poziții Obținute | Poziții Obținute | Poziții Obținute | Poziții Obținute | Poziții Obținute | Vânzări la nivel mondial |
| Anul | Titlul                                                                     | SUA.             | Regatul Unit     | Australia        | Olanda           | Elveția          | Finlanda         | Germania         | Italia           | Austria          | Suedia           | Norvegia         | Vânzări la nivel mondial |
| ---- | -------------------------------------------------------------------------- | ---------------- | ---------------- | ---------------- | ---------------- | ---------------- | ---------------- | ---------------- | ---------------- | ---------------- | ---------------- | ---------------- | ------------------------ |
| 2005 | Pieces of a Dream - Primul album Greatest Hits - Lansat: 15 noiembrie 2005 | NR               | 6                | 23               | 10               | 3                | 17               | 7                | 3                | 4                | 23               | 11               | 4 milioane               |

## Single-uri
| Anul            | Titlul                  | Albumul                           | Poziția Maximă | Poziția Maximă | Poziția Maximă | Poziția Maximă | Poziția Maximă | Poziția Maximă | Poziția Maximă | Poziția Maximă | Poziția Maximă | Poziția Maximă | Poziția Maximă | Poziția Maximă | Poziția Maximă |
| Anul            | Titlul                  | Albumul                           | UWC            | SUA            | SUA Dance      | Australia      | Regatul Unit   | Germania       | Olanda         | Austria        | Elveția        | Suedia         | Italia         | Europa         |                |
| --------------- | ----------------------- | --------------------------------- | -------------- | -------------- | -------------- | -------------- | -------------- | -------------- | -------------- | -------------- | -------------- | -------------- | -------------- | -------------- | -------------- |
| 2000            | "I'm Outta Love"        | Not That Kind                     | 7              | 92             | 2              | 1              | 6              | 6              | 3              | 3              | 2              | 15             | 2              | —              |                |
| 2000            | "Not That Kind"         | Not That Kind                     | 40             | —              | 9              | 21             | 11             | 56             | 26             | 68             | 18             | 49             | 5              | —              |                |
| 2001            | "Cowboys & Kisses"      | Not That Kind                     | —              | —              | —              | —              | 28             | 83             | 25             | —              | 33             | —              | 35             | —              |                |
| 2001            | "Made for Lovin' You"   | Not That Kind                     | —              | —              | —              | —              | 27             | —              | —              | —              | —              | —              | —              | —              |                |
| 2001            | "Paid My Dues"          | Freak of Nature                   | 4              | —              | —              | 39             | 14             | 3              | 4              | 3              | 1              | 2              | 1              | —              |                |
| 2002            | "One Day In Your Life"  | Freak of Nature                   | 5              | —              | 1              | 6              | 11             | 9              | 8              | 9              | 5              | 16             | 4              | —              |                |
| 2002            | "Boom"                  | Freak of Nature                   | 35             | —              | —              | 23             | —              | 35             | 40             | 37             | 10             | 7              | 10             | 41             |                |
| 2002            | "Why'd You Lie To Me"   | Freak of Nature                   | 27             | —              | —              | 66             | 25             | 55             | 13             | 37             | 39             | 25             | 31             | —              |                |
| 2002            | "You'll Never Be Alone" | Freak of Nature                   | —              | —              | —              | —              | 31             | 56             | —              | 42             | 36             | 34             | 28             | 64             |                |
| 2003            | "Love Is a Crime"       | Coloana sonoră a filmului Chicago | —              | —              | 1              | —              | —              | —              | —              | —              | —              | —              | —              | —              |                |
| 2004            | "Left Outside Alone"    | Anastacia                         | 2              | —              | 5              | 1              | 3              | 2              | 2              | 1              | 1              | 6              | 1              | 2              |                |
| 2004            | "Sick and Tired"        | Anastacia                         | 3              | —              | —              | 8              | 4              | 2              | 2              | 2              | 2              | 10             | 2              | 2              |                |
| 2004            | "Welcome To My Truth"   | Anastacia                         | 27             | —              | —              | 41             | 25             | 30             | 14             | 41             | 35             | 49             | 12             | 18             |                |
| 2005            | "Heavy On My Heart"     | Anastacia                         | —              | —              | —              | 55             | 21             | 29             | 16             | 29             | 35             | —              | 12             | 12             |                |
| 2005            | "Everything Burns"      | Pieces of a Dream                 | 26             | —              | —              | 33             | —              | 11             | 7              | 6              | 3              | —              | 1              | 12             |                |
| 2005            | "Pieces of a Dream"     | Pieces of a Dream                 | —              | —              | —              | —              | 48             | 20             | 8              | 29             | 18             | —              | 2              | 22             |                |
| 2006            | "I Belong To You"       | Pieces of a Dream                 | 19             | —              | —              | —              | —              | 1              | 7              | 2              | 1              | —              | 1              | 2              |                |
| 2008            | "I Can Feel You"        | Heavy Rotation                    |                |                |                |                |                |                |                |                |                |                |                |                |                |
| #1              | #1                      | #1                                | —              | —              | 3              | 2              | —              | 1              | —              | 1              | 3              | —              | 4              | —              |                |
| Piese de top 10 | Piese de top 10         | Piese de top 10                   | 5              | —              | 5              | 4              | 3              | 6              | 8              | 7              | 8              | 4              | 10             | 3              |                |

## Certificate
- ARIA: Australia IFPI: Austria IFPI: Germania SNEP: Franța NVPI: Olanda Arhivat în 21 februarie 2009, la Wayback Machine. IFPI: Norvegia Arhivat în 5 noiembrie 2012, la Wayback Machine. IFPI: Suedia IFPI: Elveția RIAA: SUA BPI: Regatul Unit Arhivat în 28 februarie 2009, la Wayback Machine.

### Certificate: Albume
| Țara          | Poziția maximă | Vânzări   | Certificat |
| ------------- | -------------- | --------- | ---------- |
| Australia     | 2              | 210,000   | 3x Platină |
| Austria       | 3              | 30,000    | Platină    |
| Belgia        | 9              | 50,000    | Platină    |
| Brazilia      | -              | 500,000   | 2x Platină |
| Canada        | -              | 200,000   | 2x Platină |
| Danemarca     | 2              | 40,000    | Platină    |
| Olanda        | 1              | 210,000   | 3x Platină |
| Europa        | -              | 4,000,000 | 4x Platină |
| Franța        | 6              | 600,000   | 2x Platină |
| Germania      | 2              | 500,000   | 5x Aur     |
| Noua Zeelandă | 1              | 45,000    | 3x Platină |
| Norvegia      | 1              | 40,000    | Platină    |
| Suedia        | 9              | 30,000    | Aur        |
| Elveția       | 1              | 90,000    | 3x Platină |
| Regatul Unit  | 2              | 900,000   | 3x Platină |

| Țara         | Poziția maximă | Vânzări   | Certificat |
| ------------ | -------------- | --------- | ---------- |
| Australia    | 10             | 70,000    | Platină    |
| Austria      | 2              | 30,000    | Platină    |
| Belgia       | 1              | 50,000    | Platină    |
| Brazilia     | -              | 100,000   | Aur        |
| Canada       | -              | 300,000   | 3x Platină |
| Olanda       | 1              | 140,000   | 2x Platină |
| Europa       | -              | 3,000,000 | 3x Platină |
| Franța       | 15             | 300,000   | Platină    |
| Germania     | 1              | 900,000   | 6x Aur     |
| Norvegia     | 1              | 80,000    | 2x Platină |
| Polonia      | -              | 35,000    | Aur        |
| Suedia       | 1              | 120,000   | 2x Platină |
| Elveția      | 1              | 150,000   | 5x Platină |
| Regatul Unit | 4              | 900,000   | 3x Platină |
| SUA          | 27             | 274,000   | -          |

| Țara         | Poziția maximă | Vânzări   | Certificat |
| ------------ | -------------- | --------- | ---------- |
| Australia    | 1              | 140,000   | Platină    |
| Austria      | 1              | 60,000    | 2x Platină |
| Belgia       | 1              | 25,000    | Aur        |
| Brazilia     | -              | 100,000   | Aur        |
| Canada       | -              | 500,000   | 5x Platină |
| Olanda       | 1              | 70,000    | Platină    |
| Europa       | -              | 3,000,000 | 3x Platină |
| Franța       | 14             | 300,000   | 2x Aur     |
| Germania     | 1              | 1,100,000 | 7x Aur     |
| Norvegia     | 1              | 40,000    | Platină    |
| Polonia      | -              | 45,000    | Platină    |
| Spania       | 2              | 160,000   | 2x Platină |
| Suedia       | 1              | 240,000   | 4x Platină |
| Elveția      | 1              | 90,000    | 3x Platină |
| Regatul Unit | 1              | 1,200,000 | 4x Platină |

| Țara         | Poziția maximă | Vânzări   | Certificat |
| ------------ | -------------- | --------- | ---------- |
| Australia    | 23             | 35,000    | Aur        |
| Austria      | 4              | 30,000    | 2x Platină |
| Belgia       | 8              | 25,000    | Aur        |
| Canada       | -              | 50,000    | Aur        |
| Olanda       | 10             | 35,000    | Aur        |
| Europa       | -              | 1,000,000 | Platină    |
| Germania     | 7              | 200,000   | Platină    |
| Spania       | 9              | 40,000    | Aur        |
| Suedia       | 23             | 240,000   | 4x Platină |
| Elveția      | 3              | 30,000    | 3x Platină |
| Regatul Unit | 6              | 300,000   | Platină    |

### Certificate: Single-uri
| Titlu                  | Certificat | Certificat | Certificat | Certificat | Certificat | Certificat    | Certificat | Certificat   | Certificat | Certificat |
| Titlu                  | Australia  | Austria    | Elveția    | Franța     | Germania   | Noua Zeelandă | Norvegia   | Regatul Unit | Olanda     | Suedia     |
| ---------------------- | ---------- | ---------- | ---------- | ---------- | ---------- | ------------- | ---------- | ------------ | ---------- | ---------- |
| "I'm Outta Love"       | 2x Platină | Aur        | Aur        | Platină    | Aur        | Platină       | —          | Argint       | Aur        | Aur        |
| "Not That Kind"        | —          | —          | —          | Argint     | —          | —             | —          | —            | —          | —          |
| "Paid My Dues"         | —          | Aur        | Aur        | Argint     | Aur        | —             | —          | —            | —          | —          |
| "One Day in Your Life" | Aur        | —          | —          | —          | —          | —             | —          | —            | —          | —          |
| "Left Outside Alone"   | 2x Platină | Aur        | Aur        | —          | Aur        | —             | Aur        | Argint       | —          | —          |
| "Sick and Tired"       | Aur        | —          | —          | —          | Aur        | —             | Aur        | —            | —          | —          |
| "I Belong To You"      | Nelansat   | Aur        | —          | —          | Aur        | Nelansat      | —          | Nelansat     | —          | —          |

## DVD-uri
| Anul | Informații DVD |
| ---- | --- |
| 2002 | One Day in Your Life - Primul single pe DVD - Lansat: 20 august, 2002 - Conține: - Videoclipul piesei "One Day in Your Life" - Biografie - Realizarea videoclipului "One Day in Your Life"                |
| 2002 | The Video Collection - Primul DVD - Lansat: 2 decembrie, 2002 - Conținut: - 10 Videoclipul - Realizarea a 4 videoclipuri - 2 videoclipuri Remix - Biografie și Galerie Foto                               |
| 2006 | Anastacia: Live at Last - Al doilea DVD, Primul DVD Live - Released: 26 martie, 2006 - Conținut: - Fotografii din concerte (Berlin și München) - Documentar - 4 videoclipuri - 5 Videoclipuri Alternative |

## Videoclipuri
| Anul | Informații                                                                       | Anul | Informații                                                       |
| ---- | -------------------------------------------------------------------------------- | ---- | ---------------------------------------------------------------- |
| 2000 | "I'm Outta Love" - Regizor: Nigel Dick                                           | 2000 | "Not That Kind" - Regizor: Marc Webb                             |
| 2001 | "Cowboys & Kisses" - Regizor: Nigel Dick                                         | 2001 | "Made for Lovin' You" - Regizor: Various                         |
| 2001 | "Paid My Dues" - Regizor: Liz Friedlander                                        | 2002 | "One Day in Your Life" - Regizor: Dave Meyers                    |
| 2002 | "Boom" - Regizor: Marcos Siega                                                   | 2002 | "Why'd You Lie to Me" - Regizor: Mike Lipscombe                  |
| 2002 | "You'll Never Be Alone" - Regizor: Mike Lipscombe                                | 2003 | "Love Is a Crime" - Regizor: Matthew Rolston                     |
| 2004 | "Left Outside Alone" - Regizor: Bryan Barber                                     | 2004 | "Sick and Tired" - Regizor: Phillip Stölzl                       |
| 2004 | "Welcome to My Truth" - Regizor: Diane Martel                                    | 2004 | "Heavy on My Heart" - Regizor: Ronald Vietz                      |
| 2005 | "Left Outside Alone" (Versunea SUA) - Regizor: David Lippman and Charles Mahling | 2005 | "Everything Burns" - Regizor: Antti Jokinen                      |
| 2005 | "Pieces of a Dream" - Regizor: David Lippman                                     | 2006 | "I Belong to You (Il Ritmo Della Passione)" - Regizor: Don Allan |

Anastacia a mai realizat cinci videoclipuri alternative, pentru DVD-ul Anastacia: Live at Last. Acestea fiind "I Do", "Seasons Change", "Rearview", un remix al piesei "Time" și "Underground Army". Videoclipurile "Seasons Change" și "Rearview" nu o prezintă și pe Anastacia. Regizorii acestor videoclipuri nu sunt cunoscuți.